# Sam Dunn
Pour les articles homonymes, voir Dunn.
Sam Dunn, né le 20 mars 1974, est un musicien, anthropologue (diplômé de l'université York) et réalisateur canadien.

## Biographie
Il est notamment connu pour son documentaire sorti en 2006, Metal: A Headbanger's Journey (Metal : Voyage au cœur de la bête). Passionné de musique heavy metal depuis son enfance, il réalisa ce film avec son ami Scott McFadyen dans le but de faire découvrir, de manière sérieuse et ludique, la musique qu'il aime.
Son documentaire Global Metal, également réalisé en collaboration avec Scott McFadyen sortit en 2008. C'est une étude montrant les impacts du heavy metal et de la mondialisation réunis. On y constate la présence de Métal à des endroits où on ne soupçonnerait même pas la présence d'une telle musique et on peut aussi entendre des touches de cultures locales auxquelles appartiennent certains groupes dans plusieurs chansons.
Puis il réalise le film Iron Maiden: Flight 666 d'Iron Maiden en 2008. La sortie mondiale a lieu le 21 avril 2009.
Par la suite, en 2010, il réalise le film  Rush: Beyond the Lighted Stage.